# La Petite Sirène Live!
Ne doit pas être confondu avec le film Disney en préparation.
Le Monde Merveilleux de Disney présente : La Petite Sirène Live!, ou simplement La Petite Sirène Live!, (The Wonderful World of Disney Presents: The Little Mermaid Live!) est une émission télévisée musicale spéciale, diffusé et joué en live sur ABC, basée sur le film La Petite Sirène de 1989. Il est produit par Done and Dusted et réalisé par Hamish Hamilton, également producteur exécutif aux côtés de Katy Mullan, David Jammy, Raj Kapoor, Ian Stewart et Richard Kraft, avec la voix originale d'Ariel ; Jodi Benson présentant cette émission spéciale.
Auli'i Cravalho joue le rôle de la princesse Ariel aux côtés de Queen Latifah, Shaggy, John Stamos, Amber Riley et Graham Phillips. Le format hybride spécial a été présenté devant un public dans les studios Disney, où le film a été projeté sur écran géant et entrecoupé de performances musicales en direct de chansons du film et de la version scénique de Broadway.
The Little Mermaid Live! a été diffusé sur ABC le 5 novembre 2019, dans le cadre du programme télévisée The Wonderful World of Disney, et selon Nielsen Media Research, elle a été regardée par 9,01 millions de téléspectateurs, ce qui en fait la comédie musicale la plus cotée de tous les réseaux depuis Grease: Live! en janvier 2016. Il s'agit de la meilleure audience d'émission de divertissement depuis l'épisode final de la série The Big Bang Theory en mai 2019,. Cette émission spéciale a reçu des critiques mitigées à négatives, en particulier pour le nombre limité de parties en direct.

## Distribution

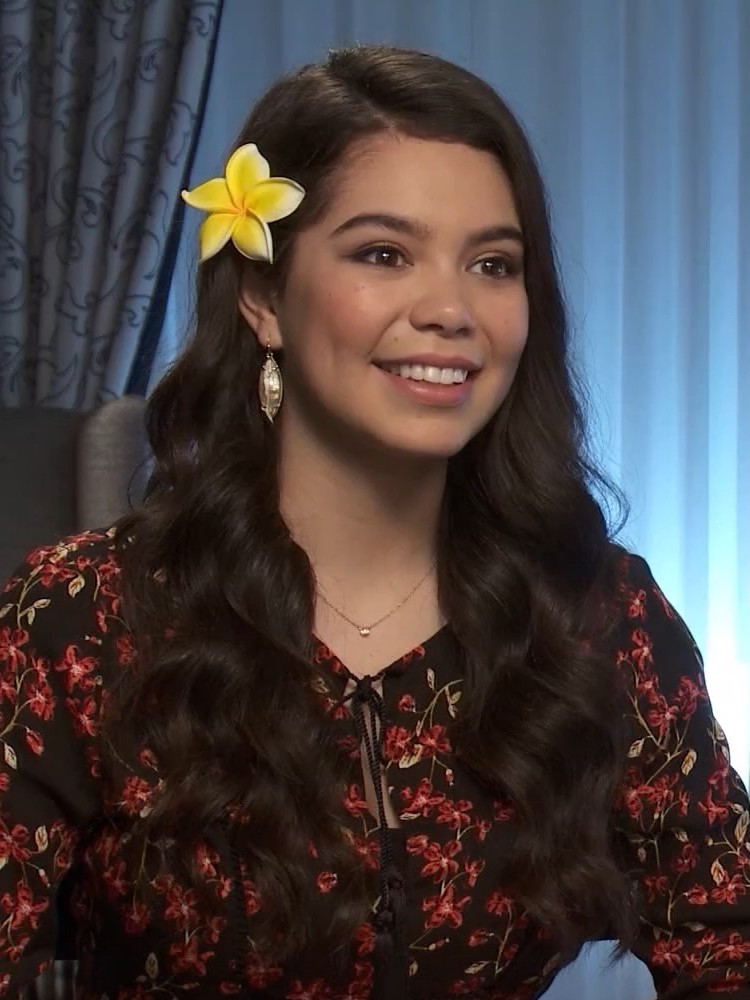
Auliʻi Cravalho

- Auli'i Cravalho dans le rôle d'Ariel
- Queen Latifah dans le rôle d'Ursula
- Shaggy dans le rôle de Sébastien
- John Stamos en tant que chef Louis[6]
- Amber Riley en tant que filles du Roi Triton[7]
- Graham Phillips dans le rôle du Prince Éric

Polochon, le meilleur ami d'Ariel, Flotsam et Jetsam les anguilles de compagnie d'Ursula apparaissent également sous forme de marionnettes. 

## Numéros musicaux
Musiques composées par Alan Menken, paroles de Howard Ashman, sauf si indiqué.
- Fathoms Below[8] – Eric, Grimsby et la troupe
- Daughters of Triton – Emcee et la troupe
- Part of Your World – Ariel
- Part of Your World (reprise) – Ariel
- Under the Sea[8] – Sébastien, Ariel et la troupe
- Poor Unfortunate Souls – Ursula et Ariel
- Her Voice[9] – Eric
- Les Poissons[8] – Chef Louis
- Kiss the Girl – Sébastien et la troupe
- If Only[9] – Ariel, Eric
- Poor Unfortunate Souls[8] (reprise) – Vanessa, Ursula
- Happy Ending[8] – La troupe

## Production

### Développement
En mai 2017, ABC a annoncé son intention de diffuser une adaptation en direct du film musical La Petite Sirène de 1989 pour la saison 2017-2018, intitulé The Wonderful World of Disney: The Little Mermaid Live. Ce titre est un clin d'œil à la marque de longue date de ABC, The Wonderful World of Disney, utilisée au fil des ans pour diverses émissions spéciales de Disney. L'émission spéciale de deux heures, produite par Done et Dusted, allait mêler le film à des performances musicales en direct, inspiré des formats de concerts live du Hollywood Bowl, qui combine une projection du film avec un accompagnement en direct par des musiciens et des célébrités. Cette émission spéciale visait à faire appel à la récente tendance des productions télévisées de comédies musicales de Broadway en direct, telles que celles faites par NBC. En août 2017, il a été annoncé que la spéciale avait été reportée en raison de problèmes budgétaires.
En août 2019, ABC annonce que le projet avait été relancé pour marquer le 30e anniversaire de la sortie originale du film et qu'il serait diffusé le 5 novembre 2019. En plus de marquer l'anniversaire du film, la spéciale a également été utilisée comme support promotionnel au lancement du service de diffusion en continu Disney+ , lancé le 12 novembre 2019,.